# Розе Федір Якович
Фе́дір Я́кович Розе (* 1902 — 1982) — невропатолог, професор (з 1964) Дніпропетровського медичного інституту, завідувач кафедри нервових захворювань (1955—1970).
Брав участь у бойових діях часів Української революції 1917—1921 років. Закінчив з відзнакою Дніпропетровський медичний інститут 1935 року. Навчався в аспірантурі, пізніше був асистентом кафедри. З 1941 року працював лікарем у діючій армії, був поранений. Був завідувачем нервового відділення Окружного військового шпиталю. 
У 1946 році обраний доцентом. У 1955—1970 роках завідував кафедрою нервових захворювань. У клініці кафедри з'явилися дитяче неврологічне та нейрохірургічне відділення, кількість ліжок зросла до 220.
Досліджував проблеми нейроревматизму із застосуванням клінічних, морфологічних, біохімічних, імунологічних методів. 1963 року захистив дисертацію доктора медичних наук на тему «Клінічні форми ураження головного мозку при ревматичних ендоміокардитах» (рос. Клинические формы поражения головного мозга при ревматических эндомиокардитах).
Сприяв розвитку неврологічної допомоги в Дніпропетровській області. Очолював Дніпропетровське обласне товариство невропатологів і психіатрів. Був призначений головним невропатологом Дніпропетровського обласного відділу охорони здоров'я.
Федір Розе був керівником 2 докторських і 6 кандидатських дисертацій.
Автор понад 100 наукових праць переважно в галузі ревматичних захворювань нервової системи.
Пішов на пенсію 1970 року, помер 1982 року від інфаркту міокарду.

## Нагороди
- Орден Червоної Зірки
- Орден «Знак Пошани»
- медалі

## Наукові праці
- Струков, А. И., Бегларян, А. Г., Цукер, М. Б., Витинг, А. И., & Розе, Ф. Я. (1946). ИЗМЕНЕНИЕ МОЗГОВЫХ СОСУДОВ ПРИ РЕВМАТИЗМЕ У ДЕТЕЙ. Архив патологий, 28(1-6), 39.(рос.)
- Розе, Ф. Я. (1966). О сочетанных нарушениях мозгового и коронарного кровообращения. Сердечно-сосудистая патология.–Киев: Медицина, 51-54.(рос.)